# Deinopsis texana
Deinopsis texana är en skalbaggsart som beskrevs av Jan Klimaszewski 1979. Deinopsis texana ingår i släktet Deinopsis och familjen kortvingar. Inga underarter finns listade i Catalogue of Life.